# 倶利伽羅村
倶利伽羅村（くりからむら）は、石川県河北郡に存在した村。

## 地理
- 現在の津幡町の南東部。倶利伽羅峠の西側に位置し、東側は富山県と境を成す。村の大部分が200m〜300m級の丘陵地で、津幡川など幾筋かの川が西へ流れる。
- 江戸時代は北国街道の竹橋宿が発展した。北陸本線の倶利伽羅駅が開業した後は、倶利伽羅駅を中心に発展した。
- 現在は国道8号俱利伽羅バイパスがそれぞれ東西に通る。
- 川：津幡川、明神川、竹橋川、材木川、相窪川、藤又川、舟尾川
- 山：倶利伽羅峠、天田峠、城ヶ峰 (195m)
- 温泉：不動温泉

## 歴史
- 1889年（明治22年）4月1日 - 町村制の施行により、倶利伽羅村、山森村、九折（つづらおり）村、河内村、上野村、坂戸村、越中坂村、刈安村、富田村、原村及び竹橋村の区域をもって、倶利伽羅村が発足する。
- 1898年（明治31年）11月1日 - 北陸線（北陸本線）の金沢駅から高岡駅までが開業、村域を通過するが当時は駅は設置されず。
- 1907年（明治40年）8月10日 - 倶利伽羅村及び萩坂村が合併して、改めて倶利伽羅村が発足する。
- 1909年（明治42年）6月15日 - 倶利伽羅信号所（1908年（明治41年）12月16日設置）が駅に昇格し、倶利伽羅駅開業。
- 1957年（昭和32年）2月1日 - 津幡町に編入する。明神谷内は明神に名称を変更する。

※当時、倶利伽羅村は峠を越えた東隣の石動町の商業圏にあったため、村内で反対が強かったなどの事情もあって合併が遅れたが、最後は当時の石川県知事による合併勧告によって津幡町への編入が決定した。